# Kazuyori Mochizuki
Kazuyori Mochizuki (望月 一頼 Mochizuki Kazuyori?), född 20 november 1961 i Shizuoka prefektur, är en japansk före detta fotbollsspelare och tränare.
Mochizuki började sin karriär 1984 i Mazda (Sanfrecce Hiroshima). Han avslutade karriären 1994.
Mochizuki har efter den aktiva karriären verkat som tränare och har tränat Sanfrecce Hiroshima.